# Brønnøysund
Brønnøysundⓘ ist eine Stadt in der norwegischen Kommune Brønnøy in der Provinz (Fylke) Nordland. Der Ort stellt das Verwaltungszentrum von Brønnøy dar und hat 5093 Einwohner (Stand: 1. Januar 2024).

## Geografie
Brønnøysund liegt in der Küstenebene der norwegischen Westküste in der Gemeinde Brønnøy. Sie befindet sich auf der Halbinsel Sømnahalvøya, in welche sich der Torgfjorden von Südwesten kommend einschneidet. Brønnøysund liegt dabei auf einem schmalen Landstück im nordwestlichen Uferbereich des Fjords und ist weitgehend vom Meer umgeben. Im Westen der Stadt liegt die Meerenge Brønnøysundet, über den eine Brücke zu den Inseln Hestøya, Kvaløya und Torget führt. Inmitten der Stadt liegt der See Frøkenosen.

## Geschichte

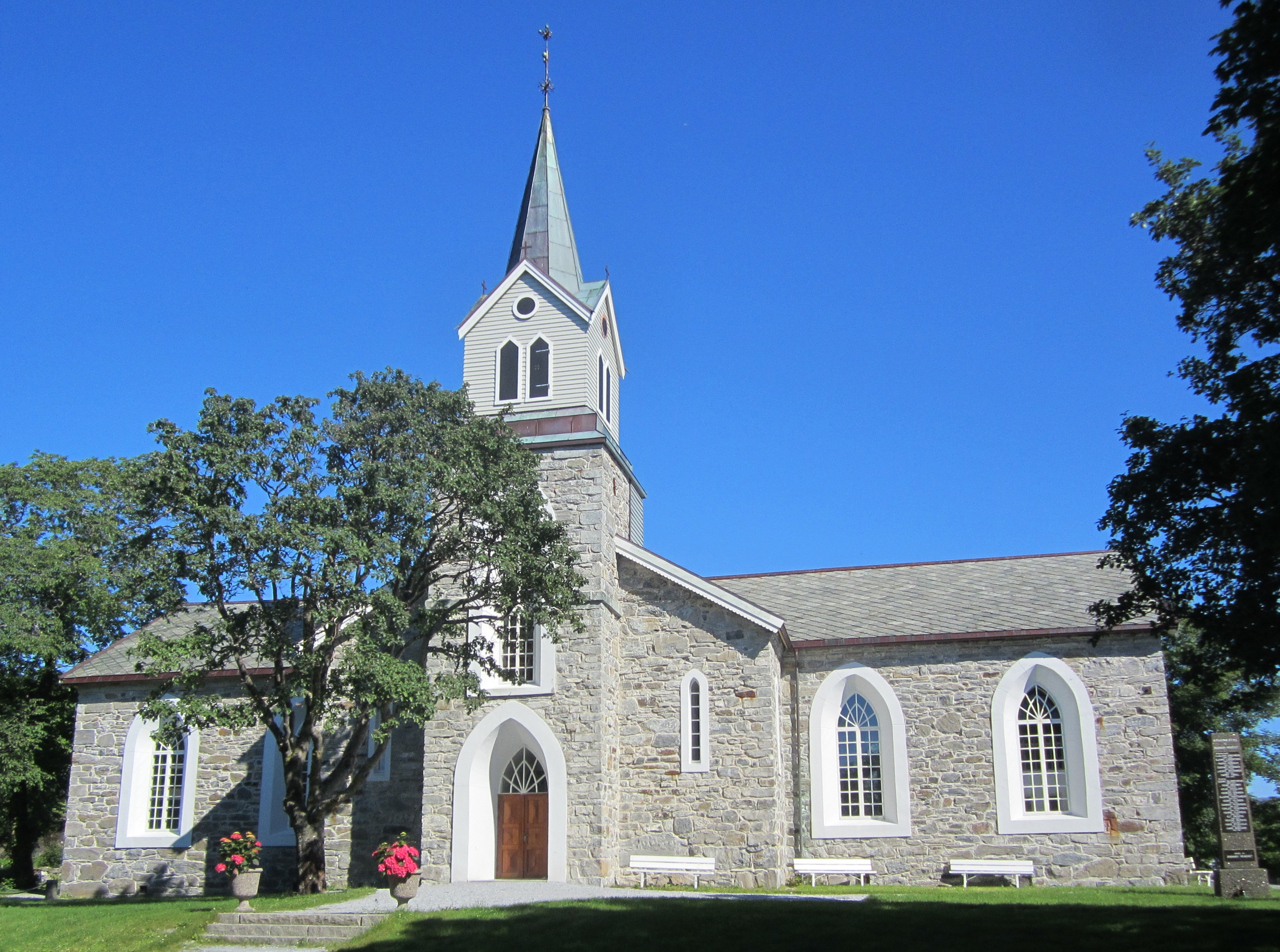
Brønnøy kirke

Brønnøysund wurde bei der Einführung der lokalen Selbstverwaltung im Jahr 1837 Teil der Gemeinde Brønnøy. Zum 1. Januar 1923 wurde Brønnøysund eine eigene Kommune, wobei der Ort Stadtrechte erhielt. Diese Einteilung hatte bis zum 1. Januar 1964 Bestand, als Brønnøysund gemeinsam mit Sømna, Velfjord und Teilen von Bindal in die Gemeinde Brønnøy eingegliedert wurden. Brønnøysund hatte zu diesem Zeitpunkt 2064 Einwohner.
Mit der Eingliederung nach Brønnøy verlor Brønnøysund seinen Stadtstatus, der im Jahr 2000 schließlich erneut eintrat, nachdem das Kommunalparlament von Brønnøy den Beschluss fasste. Zu diesem Zeitpunkt gab es allerdings keine rechtlichen Unterschiede zwischen Städten und anderen Ortschaften oder Gemeinden mehr.

## Wirtschaft und Infrastruktur

### Verkehr
Im Norden der Stadt führt der auch als „Küstenstraße“ bekannte Fylkesvei 17 vorbei. Von dort zweigt der Fylkesvei 76 ab, der weiter in den Süden der Stadt führt. Der Hafen der Stadt wird von Schiffen der Hurtigruten angelaufen, im Südosten von Brønnøysund liegt der Flughafen Brønnøysund.

### Wirtschaft
Brønnøysund dient als Handels- und Dienstleistungszentrum für die Gegend im Süden der Region Helgeland. In der Stadt befindet sich die Verwaltung der Brønnøysundregistrene, also der landesweiten Datenregister. Darüber hinaus hat hier auch die Nordic Ferry Infrastructure Holding AS ihren Sitz, unter deren Dach die schwedische Beteiligungsgesellschaft EQT Partners AB ihre Beteiligungen an den Fährreedereien Molslinjen und Torghatten zusammengefasst hat. Zudem wird in der Stadt die Lokalzeitung Brønnøysunds Avis herausgegeben.

## Sehenswürdigkeiten
Die Brønnøy kirke wurde im Jahr 1200 erbaut. Im Jahr 1772 und im Jahr 1866 kam es dort zu Bränden. Nach dem Wiederaufbau wurde sie 1870 neu eröffnet, Teile des Gemäuers konnten erhalten bleiben.

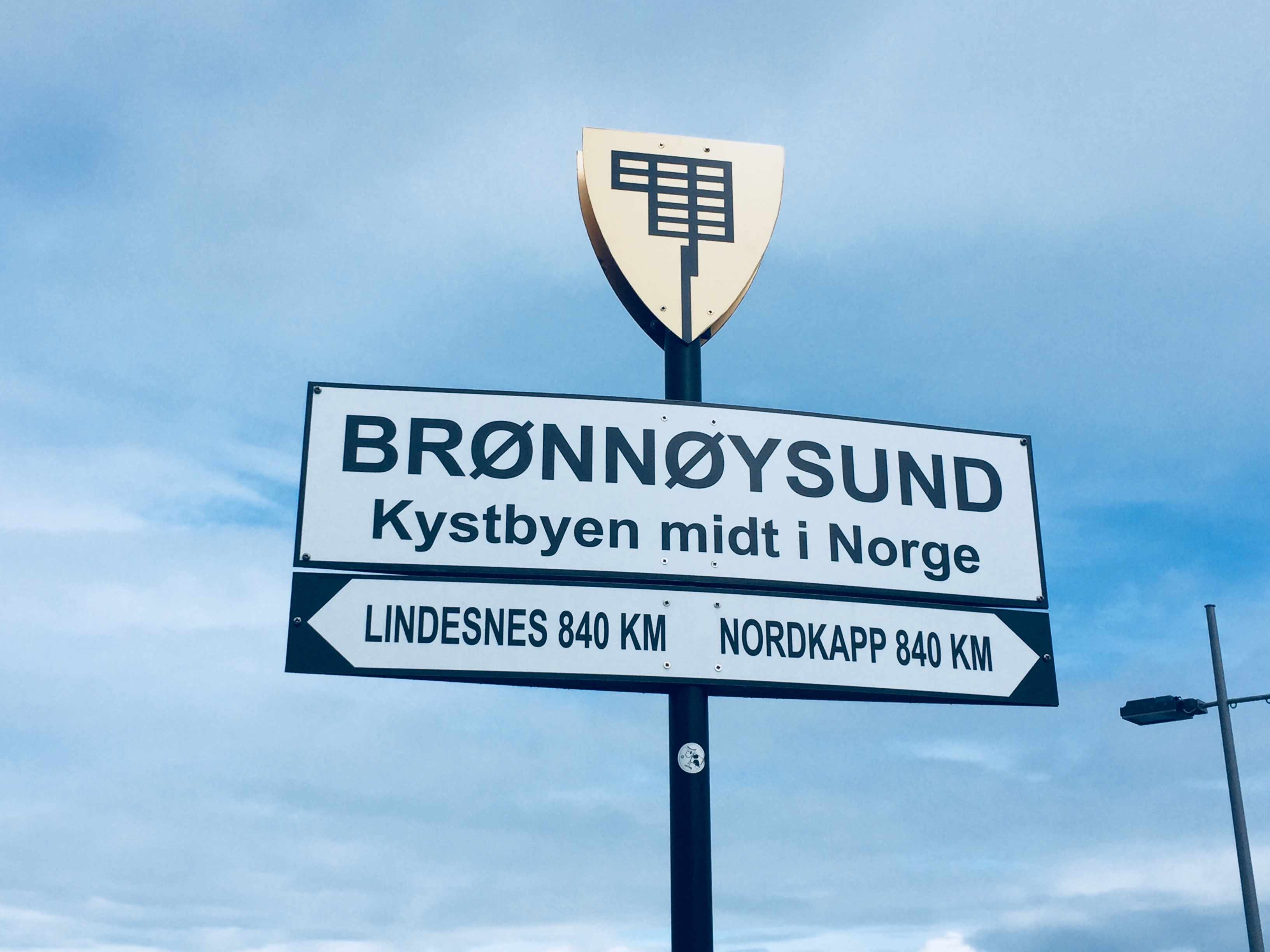
Die "Mitte Norwegens"

Im Stadtzentrum weist ein Schild auf die Lage der Stadt als Mitte Norwegens hin. Die Entfernung zum Nordkap bzw. zum Leuchtturm Lindesnes (gilt als südlichster Punkt des Landes) beträgt jeweils 840 km.
In der Nähe der Stadt, auf der Insel Torget, liegt der Torghatten, ein Berg mit einem 35 Meter hohen und rund 160 Meter langen Loch – einer geraden und an beiden Enden offenen Höhle. Nach einer Sage ist dieses Loch von einem Pfeil des ungestümen Prinzen Hestmannen geschlagen worden.

## Persönlichkeiten
- Ole Morten Vågan (* 1979), Jazzmusiker